# Luisa Gavasa
Luisa Gavasa Moragón (Saragoça, 8 de abril de 1951) é uma atriz espanhola. Em 2016, ganhou o Prêmio Goya de melhor atriz coadjuvante pelo seu papel no filme La novia.